# Lake Sumner Forest Park
Der Lake Sumner Forest Park ist ein unter Naturschutz stehender Wald in der Region Canterbury auf der Südinsel von Neuseeland. Der Park untersteht dem Department of Conservation.

## Geographie
Das Gebiet des Lake Sumner Forest Park, das sich rund 100 km nordwestlich von Christchurch befindet, erstreckt sich weit verzweigt von Norden aus an der Ostseite der Neuseeländischen Alpen, beginnend am Lewis Pass, über den der New Zealand State Highway 7 führt, rund 60 km in südsüdwestliche Richtung bis in das Quellgebiet des Lucy Streams, einem südlichen Zufluss des North Esk River, die beide in den Bergen der Dampier Range zu finden sind. Nördlich und nordwestlich angrenzend ist der Victoria Forest Park zu finden, im Südwesten schließt sich der Arthur's Pass National Park an und östlich des Parks setzt sich mit dem Hanmer Forest Park der unter Naturschutz stehende Wald der Gebirgsketten fort.
Zu den Gebirgsketten, die im Bereich des Parks liegen, zählen von Nord nach Süd die Libretto Range, die Doubtful Range, The Nelson Tops, die Glynn Wye Range, die Crawford Range und die Studleight Range. Der Lake Sumner, der Namensgeber des Forest Parks ist, befindet sich im südlicheren Teil des Parks.

## Geschichte
Der Park wurde im Jahr 1974 gegründet.